# الموجة المثالية (فلم)
الموجة المثاليّة (بالإنجليزية: The Perfect Wave) هو فيلم درامي ذو إنتاجٍ مشتركٍ من جنوب إفريقيا ونيوزيلندا وإندونيسيا. صدر الفيلمُ عام 2014 للمخرج بروس ماكدونالد ويحكي السيرة الذاتيّة لإيان ماكورماك راكب الأمواج الذي أصبح وزيرًا بعد تجربةٍ صعبةٍ عاش فيها الموت. الفيلم من بطولة سكوت إيستوود في دور ماكورماك.

## القصّة
راكب أمواج صغير من كيوي يُدعى إيان موجودٌ في موريشيوس وهي جزيرة قبالة سواحل إفريقيا. أثناء الغوص ليلًا مع الأصدقاء، هاجمتهُ خمسةٌ من قناديل البحر القاتلة فنُقل على وجهِ السرعة إلى المستشفى بمساعدةٍ من السكان المحليين. يُناجي إيان ربه لمساعدته فيقول: «لا يُمكنك أن تحبني يا الله فلقد شتمتك وتعاطيتُ المخدرات وفعلتُ الكثير من الأور لكنّي في حاجةٍ للمساعدة منك.» بعد ذلك تعودُ الحياة بشكلٍ تدريجي لإيان ويشعرُ بالأملِ يعتريه ثمّ يعود لسابق حياته ويُحقّق الكثير من الإنجازات التي لم يكن ليتصوّرها.

## طاقم التمثيل
- سكوت إيستوود في دور إيان ماكورماك
- شيريل لاد في دور السيدة مكورماك
- باتريك ليستر في دور السيد ماكورماك
- راشيل هندريكس في دور أنابيل
- سكوت مورتنسن في دور لاكلان
- نيكولاي مينهارت في دور مايكل مكورماك
- ديانا فيكرز في دور كيم
- مات بروملي في دور مارك
- روزي هودج في دور روكسي
- شون باين في دور فري سيرفر
- جاك هالوران في دور جريج